# Мірослав Кліма
Мірослав Кліма (чеськ. Miroslav Klima) — чеський правник, журналіст та дипломат. Генеральний консул Чеської Республіки у Львові.

## Життєпис
Мірослав Кліма за першою освітою юрист. Закінчив також факультет журналістики Московського державного інституту міжнародних відносин.
Працював у дипломатичних установах Чехії в Росії, в Братиславі (Словаччина), в постійній місії Чеської республіки при ООН (Нью-Йорк, США).
У 2011—2013 рр. — очолював відділ Організації Об'єднаних Націй МЗС Чехії.
Після завершення 9 вересня 2013 року каденції Генерального консула Чеської Республіки у Львові Давіда Павліти, став його наступником. Вірчі грамоти українською стороною підписані 10.10.2013 та отримані 24.10.2013.